# Earth and Fire (album)
Earth and Fire è il primo album in studio degli Earth and Fire, pubblicato nel 1970.
Sebbene non si possa ancora parlare di rock progressivo, il gruppo aveva indubbiamente delle analogie con i lavori coevi dei Genesis e degli Yes (da notare che anche i due gruppi britannici non iniziarono la loro carriera con lavori propriamente progressivi). Il primo singolo fu Season, scritta da George Kooymans, chitarrista e cantante dei Golden Earring. La copertina è di Roger Dean.

## Tracce
1. Wild and Exciting (Chr. and G. Koerts) – 4.06
2. Twilight Dreamer (W. and M. Chr. Koerts) – 4.18
3. Ruby Is the One (Chr. Koerts) – 3.28
4. You know the Way (G. Koerts) – 3.48
5. Vivid Shady Land (W. and M. Chr. Koerts) – 4.13
6. 21st Century Show (W. and M. Chr. Koerts) – 4.16
7. Seasons (Kooymans) – 4.09
8. Love Quivers (Chr. and G. Koerts) – 7.37
9. What's Your Name (Chr. and G. Koerts) - 3.38
10. Hazy Paradise (Bonus track) - 3.47
11. Mechanical Lover (Bonus track) - 2.15

## Formazione
- Jerney - voce, esperta d'elettronica
- Hans Ziech - basso
- Ton van de Kleij - batteria
- Chris Koerts - chitarra
- Gerard Koerts - piano, organo